# Hochhaus zur Palme

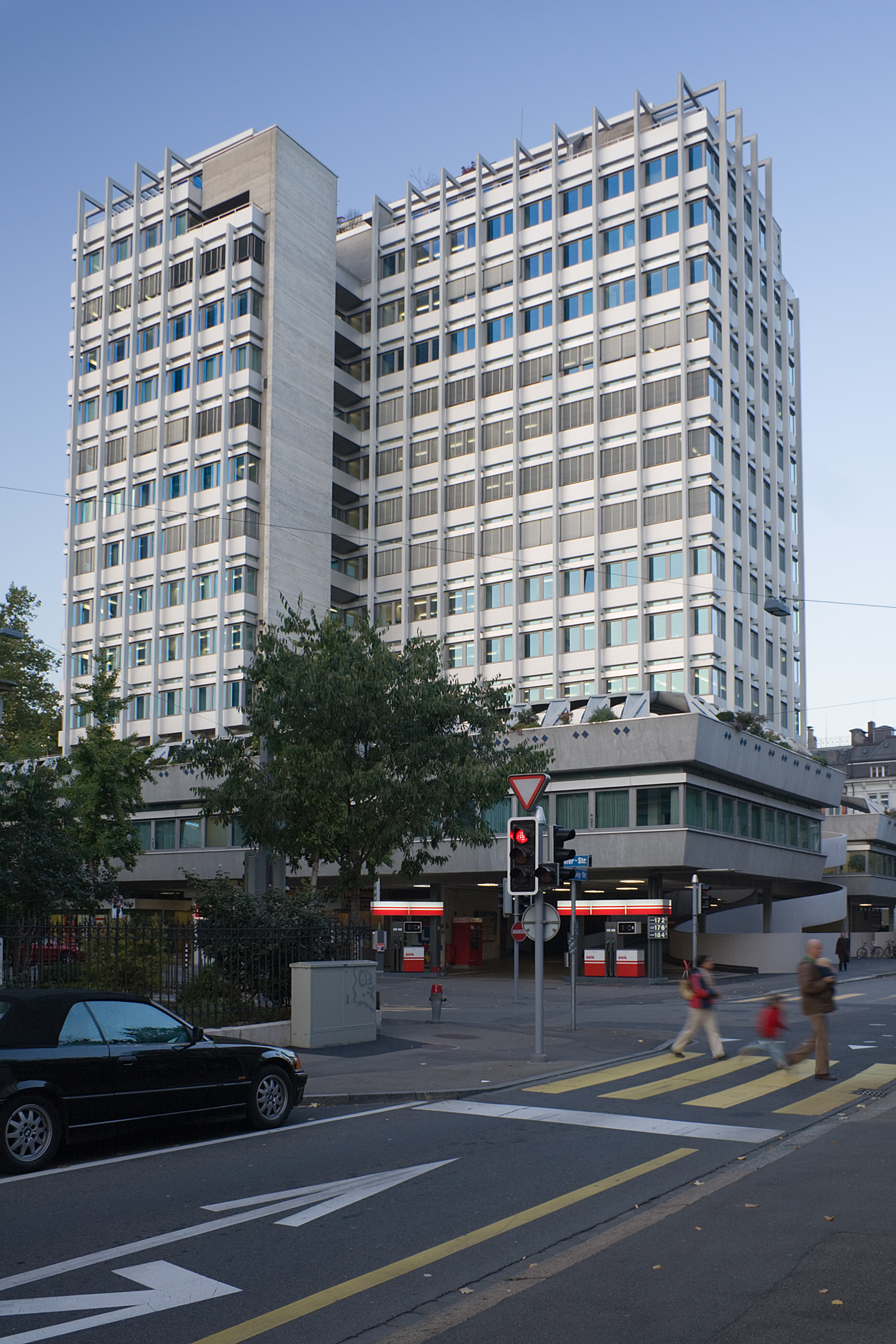
Hochhaus zur Palme, Westfassade

Das 1964 fertiggestellte Hochhaus zur Palme ist eines der ältesten Hochhäuser in der Stadt Zürich. Es wurde von den Architekten Max Ernst Haefeli, Werner Max Moser und Rudolf Steiger erbaut und steht am Bleicherweg 33 im Enge-Quartier. Das 13-stöckige Gebäude ist 50 Meter hoch.

## Geschichte

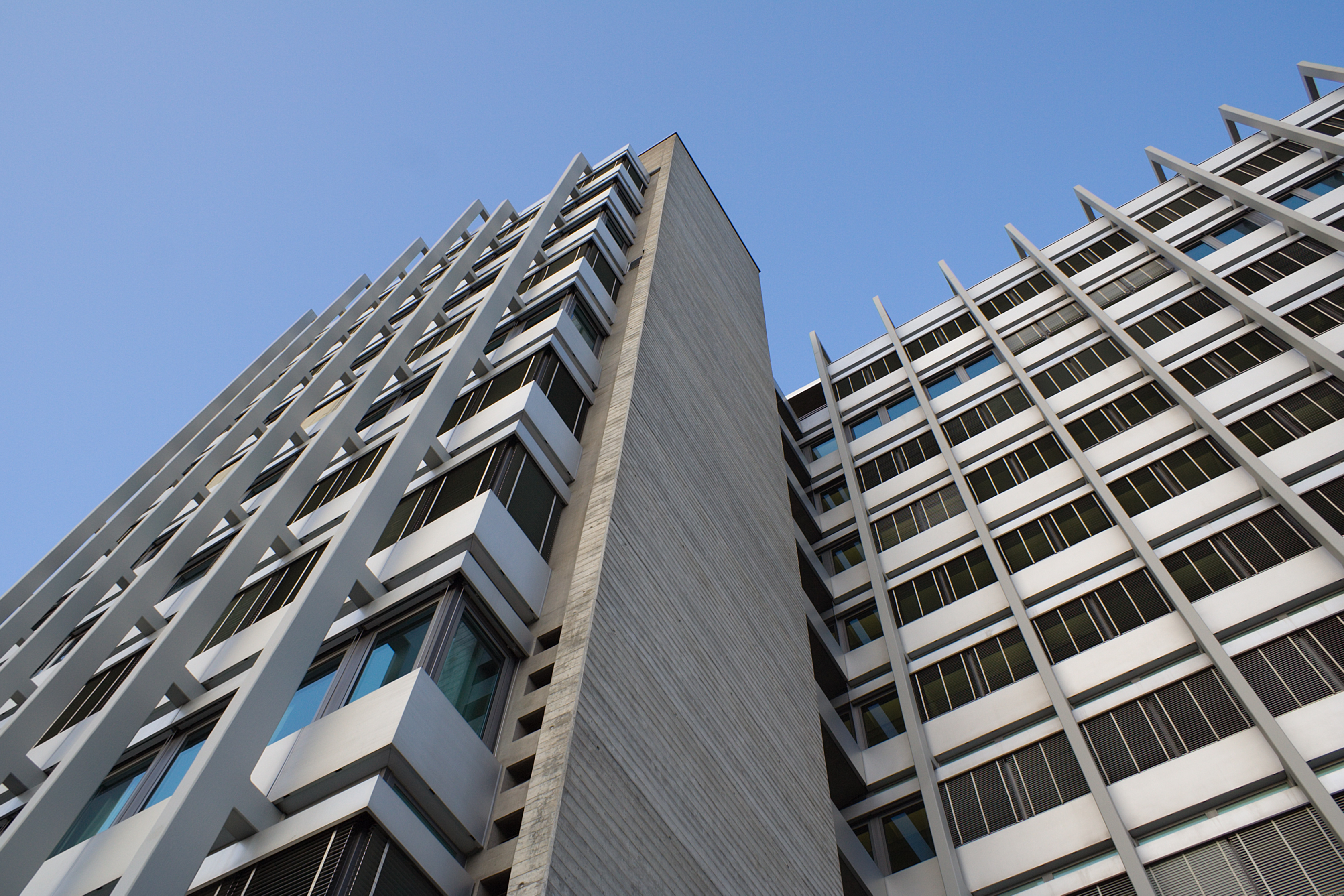
Aussenliegendes Skelett am Hochhaus zur Palme

Der Name Hochhaus zur Palme stammt vom Vorgängerbau, einer 1837 vom Architekten Hans Conrad Stadler fertiggestellten Villa mit grossem und reich bewachsenem Garten. Die Villa wurde 1862 durch Conrad Escher vom Glas (1833–1919), einen seiner Brüder und dessen beiden Schwägern an Caspar Baumann verkauft. Dieser übertrug den Namen seines vormaligen Wohnsitzes in Horgen auf die neuerworbene Liegenschaft, die fortan also zur Palme hiess. Offenbar wurde Conrad Eschers Schwestern die Abwicklung eines Verkaufes nicht zugetraut oder ihr Ererbtes ging direkt an die Ehemänner über.
Der Anstoss zum Abbruch der Villa und zum Neubau eines Geschäftshauses kam von Walter Baumann, einem Urenkel Caspars. Dieser beauftragte das Büro Haefeli Moser Steiger mit der Ausarbeitung der Pläne und sicherte sich die finanzielle Unterstützung der damaligen Schweizerischen Kreditanstalt, heute Credit Suisse. Lange wurde ein Grossteil des Gebäudes von der Bank belegt. 1956 waren die Pläne baureif, doch es sollte drei Jahre dauern, bis mit dem Aushub begonnen werden konnte. Die Denkmalpflege wehrte sich gegen den Abbruch der alten Villa, da seinerzeit eine ganze Reihe von historischen Gebäuden abgebrochen wurde und die alte Palme der zweitletzte bestehende Bau von Hans Conrad Stadler in Zürich war. Nicht zuletzt dank dem 1956 eingeführten Hochhausparagrafen wurde die Baubewilligung schliesslich erteilt. Die Einweihung fand am 18. April 1964 statt.

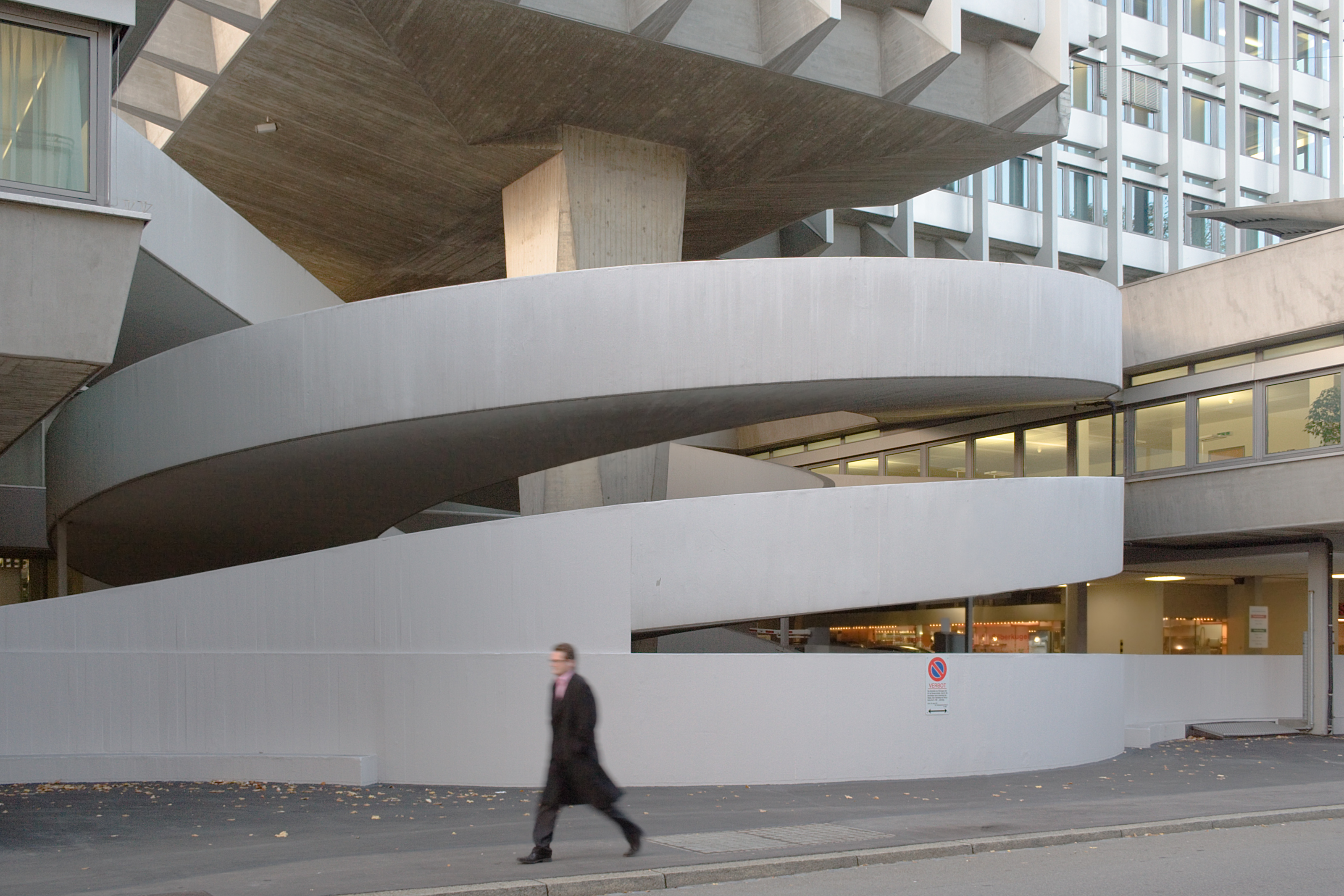
Rampe zum Parkdeck

Das Hochhaus zur Palme mit seinem windmühlenartigen Grundriss gab seinerzeit in Zürich viel zu reden. Es stand ganz im Zeichen des als fortschrittlich geltenden Automobils: Im Erdgeschoss befanden sich eine Tankstelle, ein Silberkugel-Schnellimbiss sowie eine Filiale der Schweizerische Kreditanstalt (später: Credit Suisse). Das Dach des Sockelbaus ist über zwei freitragende spiralförmige Rampen als Parkgelegenheit nutzbar. Diese Konstruktion ohne Stützen galt damals als kühn. Jedoch musste sie nachträglich leicht abgestützt werden, weil beim Befahren unangenehme Schwingungen auftraten. Die Autos auf dem Dach sind durch filigrane Betonelemente halb gedeckt. Die Betondächer erinnern entfernt an Palmenblätter, was zum Namen des Hauses passt. Im ersten Untergeschoss befindet sich eine Einstellgarage mit Waschboxen. Die Waschboxen liegen unter dem Vorplatz zum Eingang, wo ein Brunnen von Erwin Rehmann steht. Dieser Brunnen besitzt einen transparenten Boden und dient so als Oberlicht für die Waschboxen.

«Mit seinem sichtbaren Betongerüst, der integrierten Tankstelle und dem ersten Schnellrestaurant der Stadt steht es [das Hochhaus] sinnbildlich für den Fortschrittsglauben jener Zeit.»

Haefeli, Moser und Steiger erhielten für das Gebäude international Anerkennung. Einige erkennen in dem Bau die Schrift von Frank Lloyd Wright, bei dem Moser zeitweise arbeitete. Versagt blieb ihnen die Anerkennung von offizieller Seite in Zürich selbst. Es ist zu vermuten, dass die Auszeichnung für gute Bauten im Zusammenhang mit dem Einspruch der Denkmalpflege verweigert wurde.
2013 erwarb die Merbag-Gruppe das Gebäude. 2017 wurde es für 160 bis 170 Millionen Franken von Swiss Life erworben. Nach umfangreichen Instandhaltungsarbeiten wird Swiss Life das Gebäude ab 2025 als Ausweichbüros nutzen, während der Hauptsitz am General-Guisan-Quai erneuert wird. Nach zwei Jahren will Swiss Life zurück ins Stammhaus ziehen und das Gebäude wieder verkaufen.

## Kunst am Bau

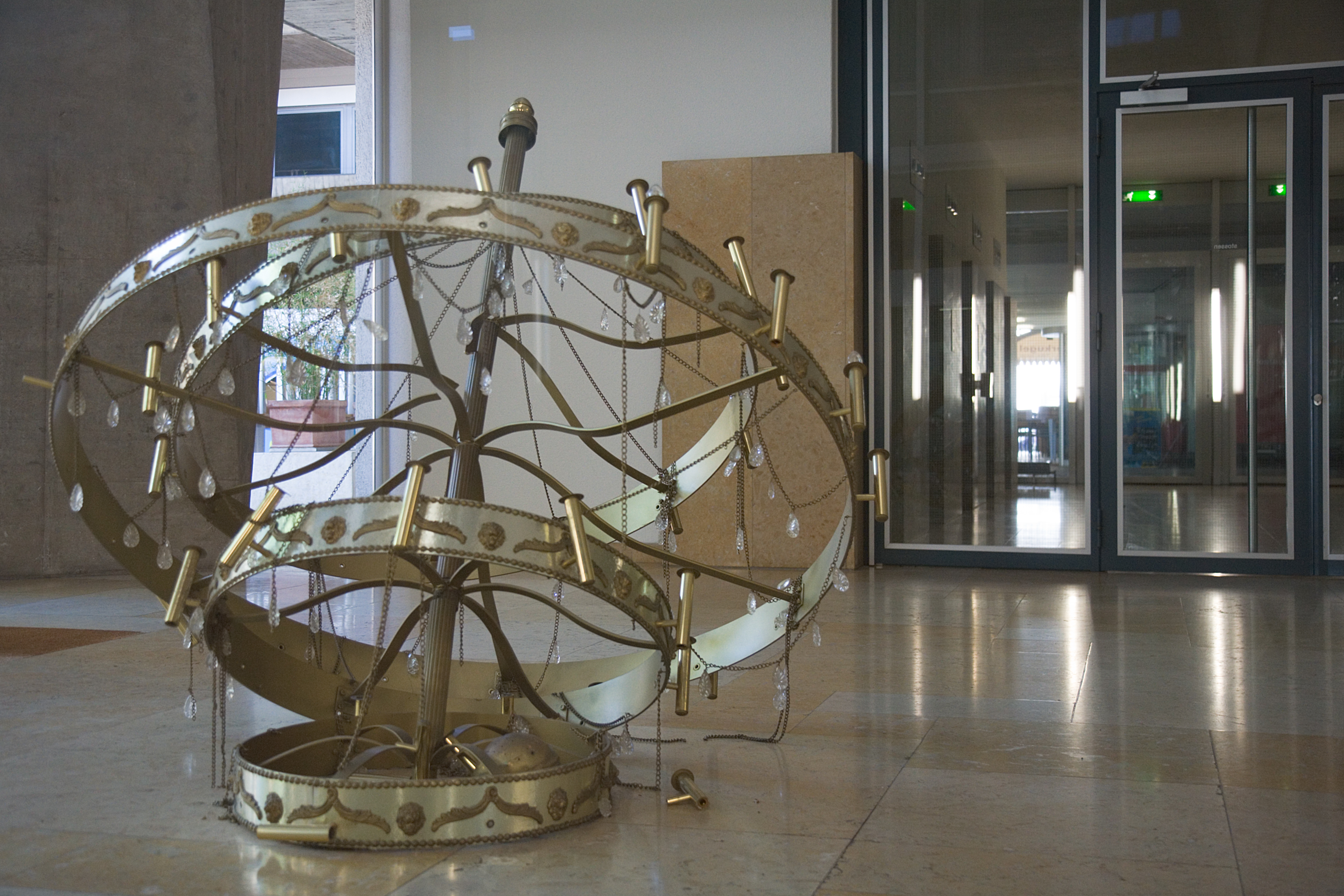
Der weinende, am Boden liegende Kronleuchter

Seit 1996 befindet sich im Foyer eine Installation von Ilya Kabakov mit dem Namen Der gefallene Kronleuchter. Es handelt sich um einen goldenen Lüster, welcher verbogen in der Mitte des Eingangs am Boden liegt. An der Decke hängt eine gerissene Schnur. Die Installation spielt mit dem Kontrast zwischen alt und neu, der Kronleuchter könnte aus der alten Villa stammen, wurde aber eigens gefertigt. Dazu passt, dass der Lüster leise gläserne Klänge von sich gibt. Ein Relikt der alten Villa mit ihrer Geschichte weint in der neuen Umgebung leise vor sich hin. Die Reaktion der Passanten „das darf nicht sein“ und „wie kommt der unpassende Leuchter hierhin“ ist das eigentliche Kunstwerk.